# Абрамс, Аарон
А́арон А́брамс (англ. Aaron Abrams, род. 12 мая 1978, Торонто) — канадский актёр, сценарист и продюсер.

## Карьера
Появился в нескольких постоянных и второстепенных ролях на телевидении, включая «Дети всё портят», «Мастера секса», «Копы-новобранцы», «Пращи и стрелы», «Лонгмайер», «Клятва», «Слепая зона», «Голубая кровь» и «Ганнибал». Также исполнил роли второго плана в таких фильмах, как «Амелия» с Хилари Суэнк, «Проблеск гениальности» с Грегом Киннером и франшизе «Код 8».
Абрамс написал и спродюсировал несколько фильмов, в частности, хит Netflix «Сладкая парочка» (2020) с Кумэйлом Нанджиани и Иссой Рэй в главных ролях. Также написал сценарии к получившим признание критиков комедиям «Молодёжная лихорадка» (2007) и «Добытчики» (2018), а также одному из эпизодов телесериала «Дерзкий Лос-Анджелес».

## Избранная фильмография
| Год       |   | Русское название                  | Оригинальное название      | Роль                             |
| --------- | - | --------------------------------- | -------------------------- | -------------------------------- |
| 2003—2006 | с | Пращи и стрелы                    | Slings and Arrows          | Пол                              |
| 2003      | ф | Евангелие от Иоанна               | The Gospel of John         | мужчина в толпе в храме          |
| 2006      | с | Беглецы                           | Runaway                    | Таннен                           |
| 2006      | ф | Капитан Зум: Академия супергероев | Zoom                       | капрал Липскомб                  |
| 2006      | с | Государство в государстве         | The State Within           | Мэттью Уайсс                     |
| 2007      | ф | Молодёжная лихорадка              | Young People Fucking       | Мэтт                             |
| 2008      | ф | Проблеск гениальности             | Flash of Genius            | Иэн Миллор                       |
| 2009      | ф | У себя дома… С тобой              | At Home by Myself…With You | Гай                              |
| 2009      | ф | Амелия                            | Amelia                     | Слим Гордон                      |
| 2010—2011 | с | Копы-новобранцы                   | Rookie Blue                | детектив Донован Бойд            |
| 2011      | ф | Любит / Не любит                  | Take This Waltz            | Аарон                            |
| 2012      | ф | Несносный Генри                   | Jesus Henry Christ         | отец Малькольма / медбрат Стюарт |
| 2013—2015 | с | Ганнибал                          | Hannibal                   | Брайан Зеллер                    |
| 2014      | с | Лонгмайер                         | Longmire                   | Фогель                           |
| 2015      | с | C.S.I.: Киберпространство         | CSI: Cyber                 | Патрик Мёрфи                     |
| 2015      | ф | Монстр в шкафу                    | Closet Monster             | Питер Мэдли                      |
| 2016      | с | Мастера секса                     | Masters of Sex             | Рэнди                            |
| 2016—2020 | с | Слепая зона                       | Blindspot                  | Мэттью Вейтс                     |
| 2018      | ф | Дом на продажу                    | The Open House             | Брайан Уоллес                    |
| 2020      | ф | Сладкая парочка                   | The Lovebirds              | парамедик                        |
| 2024      | с | Голубая кровь                     | Blue Bloods                | Хейдер                           |
| 2025      | ф | Кровавый урожай                   | Clown in a Cornfield       | доктор Мейбрук, отец Куинн       |